# Харрис, Китти
Кэтрин (Китти) Харрис (англ. Catherine (Kitty) Harris; 24 мая 1899, Белосток, Привисленский край, Российская империя — 6 октября 1966, Горький, СССР) — профсоюзный деятель, известна своей работой на советскую разведку в 1930—1940-х годах.

## Биография
Родилась в бедной еврейской эмигрантской семье сапожника в Белостоке.
В 1905 году семья переехала сначала в Лондон, а потом в Канаду — в Виннипег.
С тринадцати лет работала на табачной фабрике. Принимала участие в работе профсоюза Индустриальных рабочих мира (IWW), выделилась участвуя в Виннипегской всеобщей забастовке 1919 года, в том же году оставила IWW.
Переехав с семьёй в Чикаго, стала секретарём местной организации Amalgamated Clothing Workers of America (ACWA), в январе 1923 года вступила в Компартию США.
В 1925 году вышла замуж за Эрла Браудера, с которым была знакома с 1923 года. По утверждению «The Telegraph», её брак с Браудером оказался бигамным. Некоторые историки указывают годом их разрыва 1929, точно известно, что к началу 1930-х годов они уже не жили вместе. Второй женой Браудера с 1926 года была Раиса Беркман (1897—1955) — еврейка из Ленинграда, выпускница юридического факультета Петроградского университета. В этом браке родилось трое сыновей.
В конце 1927 года была переведена в ВКП(б) для работы в Коминтерне. В 1928—1929 годах по заданию Коминтерна вместе с Эрлом Браудером работала в Шанхае.
В 1929 году вернулась в Нью-Йорк, а в 1931 году советским разведчиком Эйнгорном была привлечена к нелегальной разведывательной работе.
Первое назначение получила в Германию — в Берлин. Несколько раз посещала Москву, где училась под руководством Уильяма Генриховича Фишера.
В апреле 1936 года была направлена в Париж для работы радисткой нелегальной радиостанции НКВД, работала вместе с Дмитрием Быстролётовым под руководством Теодора Малли.
В январе 1937 г. была отозвана в Москву для обучения работе с новым оборудованием, а в мае того же года прибыла в Лондон, где работала под руководством Арнольда Дейча. Являлась главным связным Доналда Маклейна. Их первая встреча относится к началу 1938 года, затем она часто приходила к нему на его квартиру в Челси, где фотографировала приносимые им документы. 
С 1938 года жила в Париже, в связи с переводом туда Доналда Маклейна. У них были романтические отношения, однако в 1939 году он встретил американскую девушку, на которой впоследствии женился. После нацистской оккупации Франции Харрис в июле 1940 года бежала в Москву, где была зачислена в резерв иностранной разведки НКГБ.

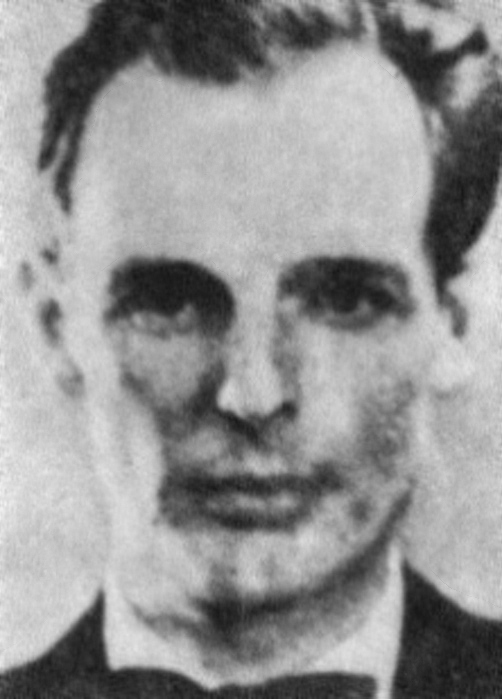
Доналд Маклейн

22 июня 1941 года написала письмо руководителю советской внешней разведки П. М. Фитину: «Прошу дать мне работу немедленно. Я могу пойти на фронт в качестве радиста, я могу делать одежду для солдат, в конце-концов, с моим опытом нелегальной работы, я не боюсь работы в тылу врага».
В конце сентября 1941 года отправилась на пароходе из Владивостока в США, откуда была переправлена в Мексику, где проработала 4 с половиной года.
По состоянию здоровья отозвана и возвратилась в Москву в июле 1946 года.
В декабре 1937 года получила советское гражданство, однако во время её послевоенного возвращения в Москву выяснилось, что оно утеряно, и как иностранка она не имела права проживать в столице.
В 1947 – 1951 годах – преподаватель английского языка в городе Риге Латвийской ССР, где в октябре 1951 года арестована МГБ Латвийской ССР как «социально опасный элемент». Осуждена по статье 7-35 УК РСФСР. Около двух лет содержалась сначала в тюрьме, а затем была направлена на принудительное лечение в тюремную психиатрическую больницу в Горьком (ныне Нижний Новгород). В феврале 1954 года Военная коллегия Верховного суда СССР приняла решение о прекращении дела и освобождении Харрис. Дело не было прекращено до 1954 года, пока за Кэтрин Харрис не заступился глава МВД. 
После освобождения осталась жить в Горьком, где проживала до своей смерти в 1966 году. Похоронена в Горьком на кладбище «Марьина Роща».
Неизвестно, были ли у неё в России какие-либо контакты с Доналдом Маклейном, находившимся в СССР с 1956 года. Однако на её шее, когда она умерла, была золотая цепочка и медальон с гравировкой «K from D 24.05.37».